# Dmitri Sjakoelin
Dmitri Viktorovitsj Sjakoelin (Russisch: Дмитрий Викторович Шакулин) (Kirov, 11 mei 1968) is een gepensioneerde Russische basketbalspeler. Hij heeft verschillende medailles gekregen waaronder De kapitein van de sport van internationale klasse en Geëerde Coach van Rusland.

## Carrière
Sjakoelin begon zijn profcarrière bij Dinamo Moskou in 1985. Met deze club werd Sjakoelin tweede en derde om het landskampioenschap van Rusland in 1990 en 1992. In 1992 stapte Sjakoelin over naar Beitar Tel Aviv in Israël. In 1993 verliet Sjakoelin Beitar en keerde terug naar Dinamo Moskou. In 1994 vertrok Sjakoelin naar SV Oberelchingen in Duitsland. In 1995 keerde Sjakoelin voor een derde keer terug naar Dinamo Moskou. In 1997 ging Sjakoelin spelen voor CSKA Moskou. Met die club werd hij een keer landskampioen van Rusland in 1998. In 1998 ging Sjakoelin weer terug naar SV Oberelchingen. In 1999 ging Sjakoelin spelen bij Maccabi Rishon LeZion in Israël. Sjakoelin speelde in 2000 voor Spartak Sint-Petersburg. Na twee jaar stopte Sjakoelin met basketballen.
In 2003 werd Sjakoelin assistent coach bij Dinamo Moskou. In 2005 ging Sjakoelin als assistent naar Dinamo Oblast Moskou. In 2007 werd hij tijdelijk hoofdcoach bij die club. In 2007 werd Sjakoelin assistent coach bij Chimki Oblast Moskou. In 2008 stapte hij over naar CSKA Moskou als assistent coach. In 2010 was hij tijdelijk hoofdcoach tot het einde van het seizoen. Van 2011 tot 2014 was hij weer assistent coach. In 2015 werd Sjakoelin hoofdcoach van Oeral Jekaterinenburg. Na een jaar werd hij assistent coach bij Trabzonspor in Turkije. In 2017 stopte hij bij Trabzonspor.
Sjakoelin was sinds 2009 assistent van hoofdcoach David Blatt bij het Russisch basketbalteam. Hij won de bronzen medaille op het Europees kampioenschap basketbal mannen 2011. Ook speelde ze op de Olympische Zomerspelen 2012. Ze wonnen de bronzen medaille. In 2013 was hij assistent van hoofdcoach Vasili Karasjov bij het Russisch basketbalteam op het Europees kampioenschap basketbal mannen 2013.

## Erelijst
- Landskampioen Sovjet-Unie:
  - Tweede: 1990
- Landskampioen GOS:
  - Derde: 1992
- Landskampioen Rusland: 1
  - Winnaar: 1998
- Europees Kampioenschap:
  - Zilver: 1993
  - Brons: 1997

## Speler
4 Gorin ·
5 Sjakoelin ·
6 Soecharev ·
7 Astanin ·
8 Nosov ·
9 Bazarevitsj ·
10 Babkov ·
11 Michajlov ·
12 Karasjov ·
13 Fetisov ·
14 Panov ·
15 Kondratov ·
Coach: Selichov
· Assistent-coach: 
· Assistent-coach: 
4 Karasjov ·
5 Koedelin ·
6 Koerasjov ·
7 Kisoerin ·
8 J. Pasjoetin ·
9 Sjakoelin ·
10 Babkov ·
11 Michajlov ·
12 Z. Pasjoetin ·
13 Fetisov ·
14 Panov ·
15 Nosov ·
Coach: Belov
· Assistent-coach: Kapranov
· Assistent-coach: Jerjomin

## Assistent coach
4 Vorontsevitsj ·
5 Koerbanov ·
6 Bykov ·
7 Fridzon ·
8 McCarty ·
9 Sokolov ·
10 Dmitriev ·
11 Vjaltsev ·
12 Monja ·
13 Ponkrasjov ·
14 Zozoelin ·
15 Mozgov ·
Coach: Blatt
· Assistent-coach: Sjakoelin
· Assistent-coach: Pasjoetin
4 Vorontsevitsj ·
5 Kolesnikov ·
6 Bykov ·
7 Fridzon ·
8 Kaoen ·
9 Zjoekanenko ·
10 Chrjapa ·
11 Ponkrasjov ·
12 Monja  ·
13 Chvostov ·
14 Voronov ·
15 Mozgov ·
Coach: Blatt
· Assistent-coach: Sjakoelin
· Assistent-coach: 
4 Vorontsevitsj ·
5 Mozgov ·
6 Bykov ·
7 Fridzon ·
8 Sjved ·
9 Sjabalkin ·
10 Chrjapa ·
11 Antonov ·
12 Monja  ·
13 Chvostov ·
14 Ponkrasjov ·
15 Kirilenko ·
Coach: Blatt
· Assistent-coach: Sjakoelin
· Assistent-coach: 
4 Sjved ·
5 Mozgov ·
6 Karasjov ·
7 Fridzon ·
8 Kaoen ·
9 Voronov ·
10 Chrjapa ·
11 Antonov ·
12 Monja  ·
13 Chvostov ·
14 Ponkrasjov ·
15 Kirilenko ·
Coach: Blatt
· Assistent-coach: Sjakoelin
· Assistent-coach: Zjarmoechamedov